# Michelangelo Celesia
Michelangelo Celesia (Palermo, 13 januari 1814 – aldaar, 14 april 1904) was een Italiaans kardinaal-priester en aartsbisschop van Palermo en alzo primaat van Sicilië.

## Biografie
In 1836 werd Celesia tot priester gewijd en trad in bij de benedictijnen. Van 1850 tot 1860 was hij abt van de abdij Montecassino. 
In 1860 werd Celesia benoemd tot bisschop van Patti. In deze hoedanigheid was hij aanwezig op het Eerste Vaticaans Concilie in 1869. Hij werd geïnstalleerd als aartsbisschop van Palermo in 1871. Hij werd tot kardinaal-priester verheven in 1884 door Leo XIII.
Door zijn verzwakte gezondheid was hij niet in staat om deel te nemen aan het conclaaf van 1903.
Met het overlijden van Luigi di Canossa in 1900 werd hij de oudst nog levende kardinaal. Hij overleed in 1904 op 90-jarige leeftijd.
- Bibliothèque nationale de France: cb11284489z (data)
- Gemeinsame Normdatei: 1147235295
- International Standard Name Identifier: 0000 0001 2028 9591
- Library of Congress Control Number: n78091124
- Istituto Centrale per il Catalogo Unico: PALV018455
- Virtual International Authority File: 77578510
- WorldCat: E39PBJyRFQgPhQQhqPY34YJv73